# Як на небі, так на землі
«Як на небі, так на землі» (словен. Kakor v nebesih, tako na zemlji) — словенський малобютжетний комедійно-фантастичний фільм 2007 року від режисера та сценариста Франці Слака. Фільм став останнім у кар'єрі режисера, оскільки у жовтні 2007 року він помер. 

## Сюжет
Еміль гине в аварії та опиняється в якомусь соціалістичному чистилищі, де отримує шанс врятувати своє життя добрими справами та повернутися на Землю. Прем'єра фільму відбулася 2007 року на Гросмановському фестивалі фантастичних фільмів та вина.

## У ролях
- Юре Іванушич — Еміль
- Наташа Тич Ральян
- Мілада Калежич
- Йожиця Авбель
- Ян Слак
- Петер Мусевський
- Давор Янжич
- Людвик Бегарі
- Павле Равногриб
- Франци Слак
- пес Луна